# Sjöbergsplan

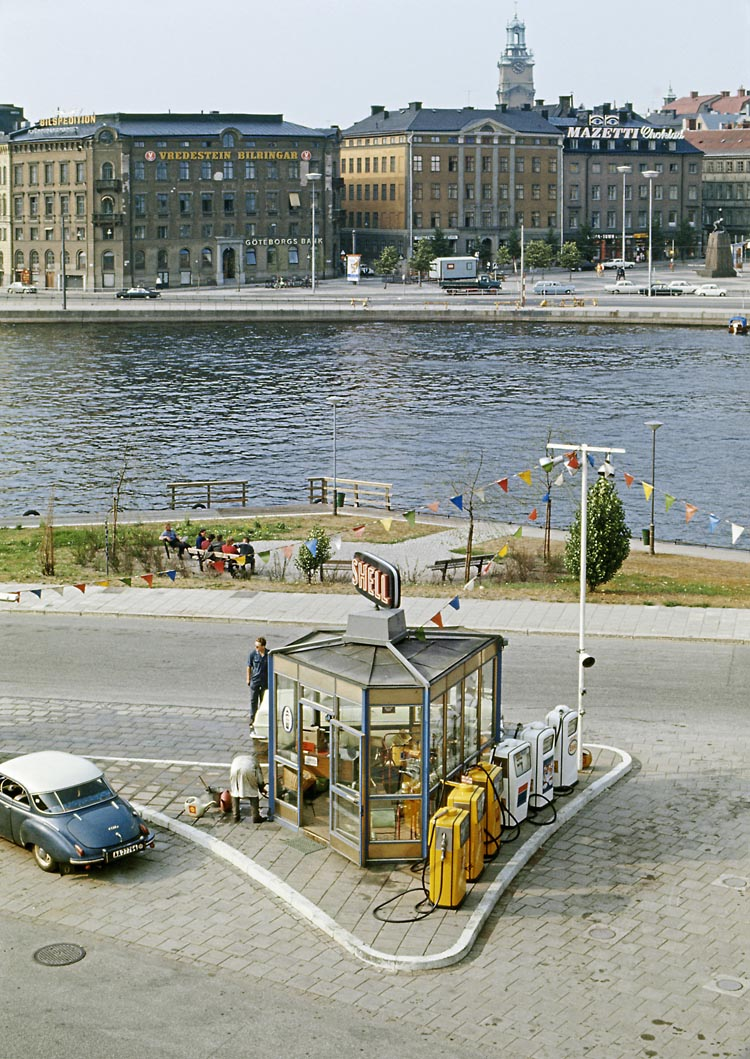
Bensinstationen på Sjöbergsplan, 1967. Popplarna är ännu unga och ganska små. I bakgrunden Kornhamnstorg.

Sjöbergsplan var en park vid Slussen i Stockholm. Parken, som låg mellan Söder Mälarstrand och Söderström, är mest känd för de nio högväxta popplar som tidigare var väl synliga i stadsbilden. Dessa sågades ner i juni 2016 inför starten av ombyggnaden av slussen i Projekt Slussen då Sjöbergsplan revs. Härifrån kommer en gång- och cykelbro leda över till Gamla stan.

## Historik
Namnet Sjöbergsplan fastställdes av Namnberedningen år 1927 och var då redan gängse. Troligen anknyter namnet till grosshandlaren J.O. Sjöberg som först bodde på Bellmansgatan 5 och senare på Hornsgatan 26. Sjöberg hade mellan 1876 och 1886 kontor och affär vid Gamla Jernvågsplatsen, som låg på Södermalmstorg. Där sålde han ”Klosters Bruks Jerneffekter”, alltså järnprodukter från Klosters bruk i Hedemora.
Området där parken ligger skapades genom utfyllnad av Riddarfjärden på 1700- och 1800-talen. Själva parken anlades i samband med bygget av Slussen 1935. På 1960-talet fanns här även en Shell-mack, men den försvann när Söder Mälarstrand breddades. Idag består en del av Sjöbergsplan av ett trädäck intill Söderström. Mellan Sjöbergsplan och Ryssgården går Gula gången med trappor till tunnelbanan och Saltsjöbanan.
I juni 2016 började rivningen av Sjöbergsplan och parkens samtliga träd sågades ner, vilket väckte starka känslor. Enligt Eva Rosman, kommunikationsansvarig för Slussenprojektet, var det nödvändigt att fälla träden eftersom en ledningskulvert skall gå här mellan Södermalm och Gamla stan.

## Konstnärlig utsmyckning
I parken fanns förut Eric Elfwéns skulptur Stridstuppar.

## Bilder

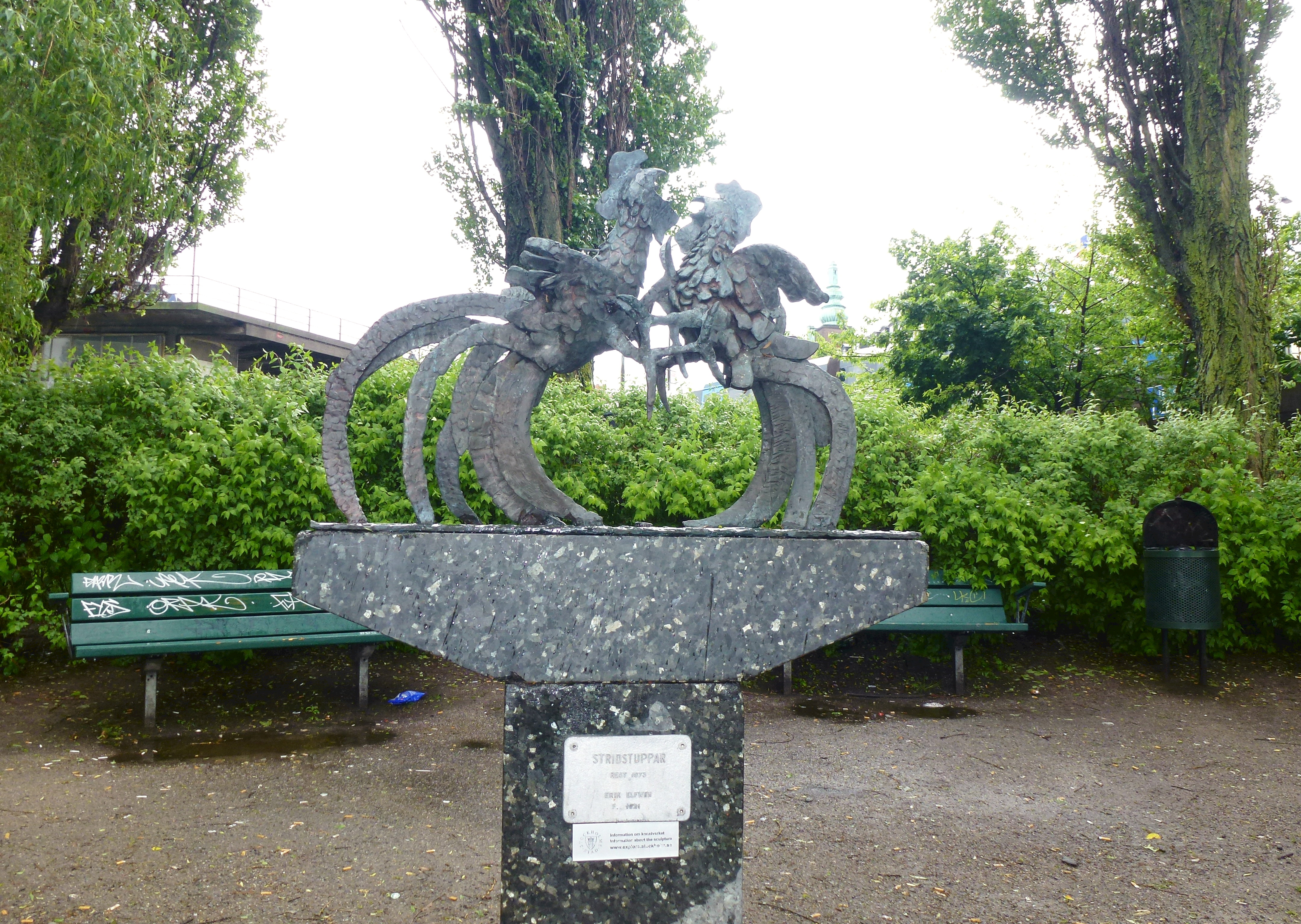
Eric Elfwéns Stridstuppar.
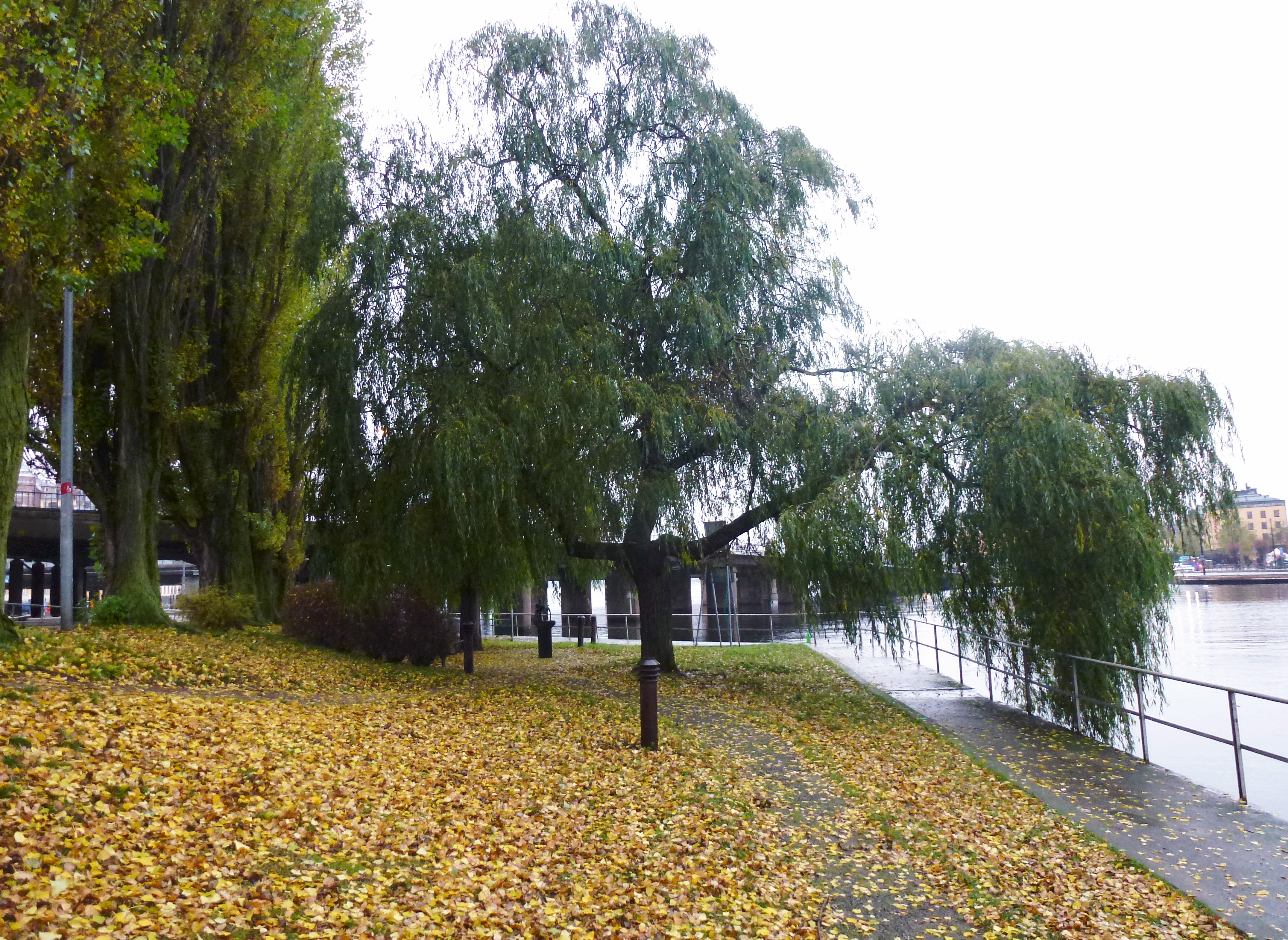
November 2014
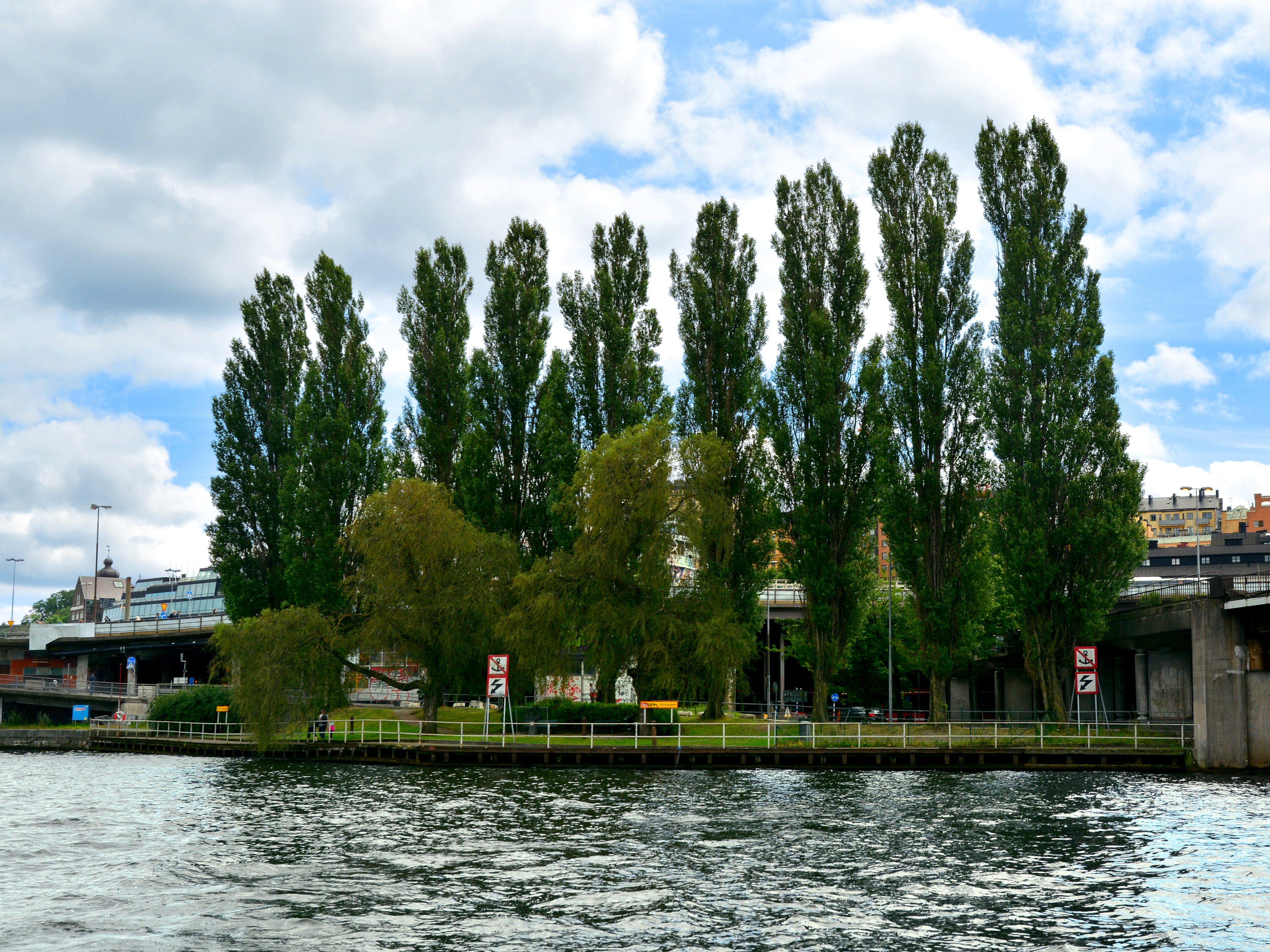
Juli 2015
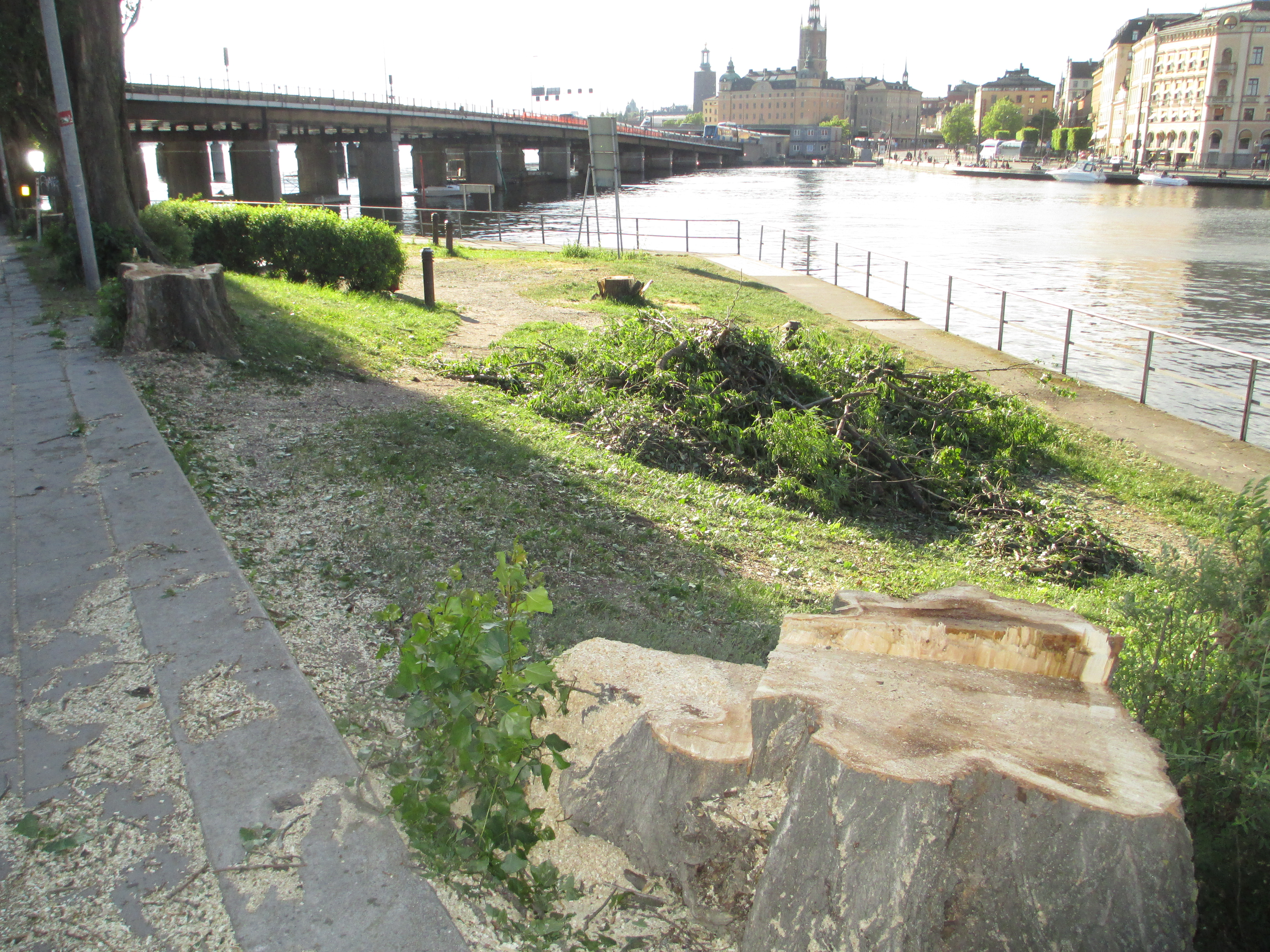
Popplarna sågats ner, juni 2016
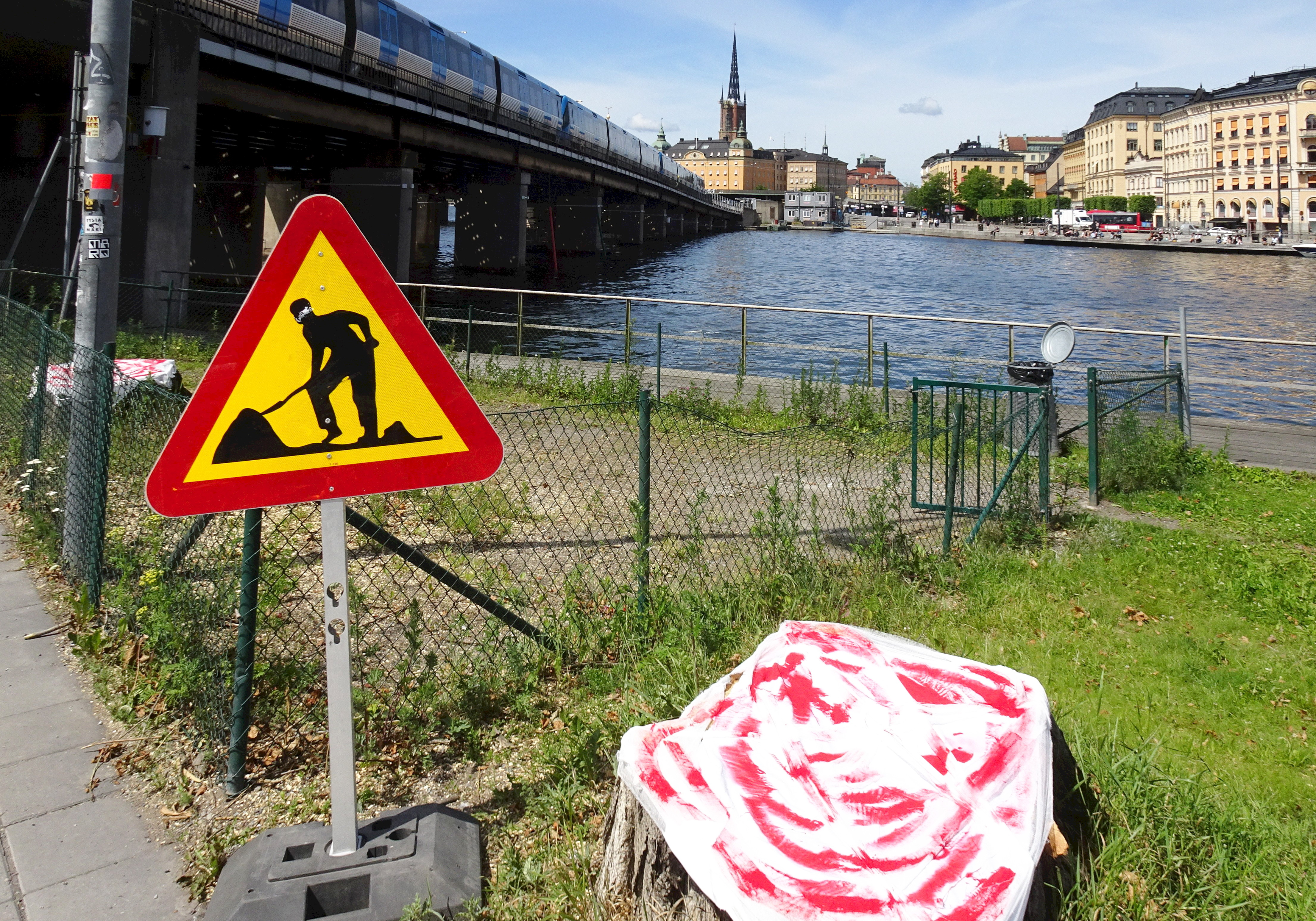
22 juni 2016
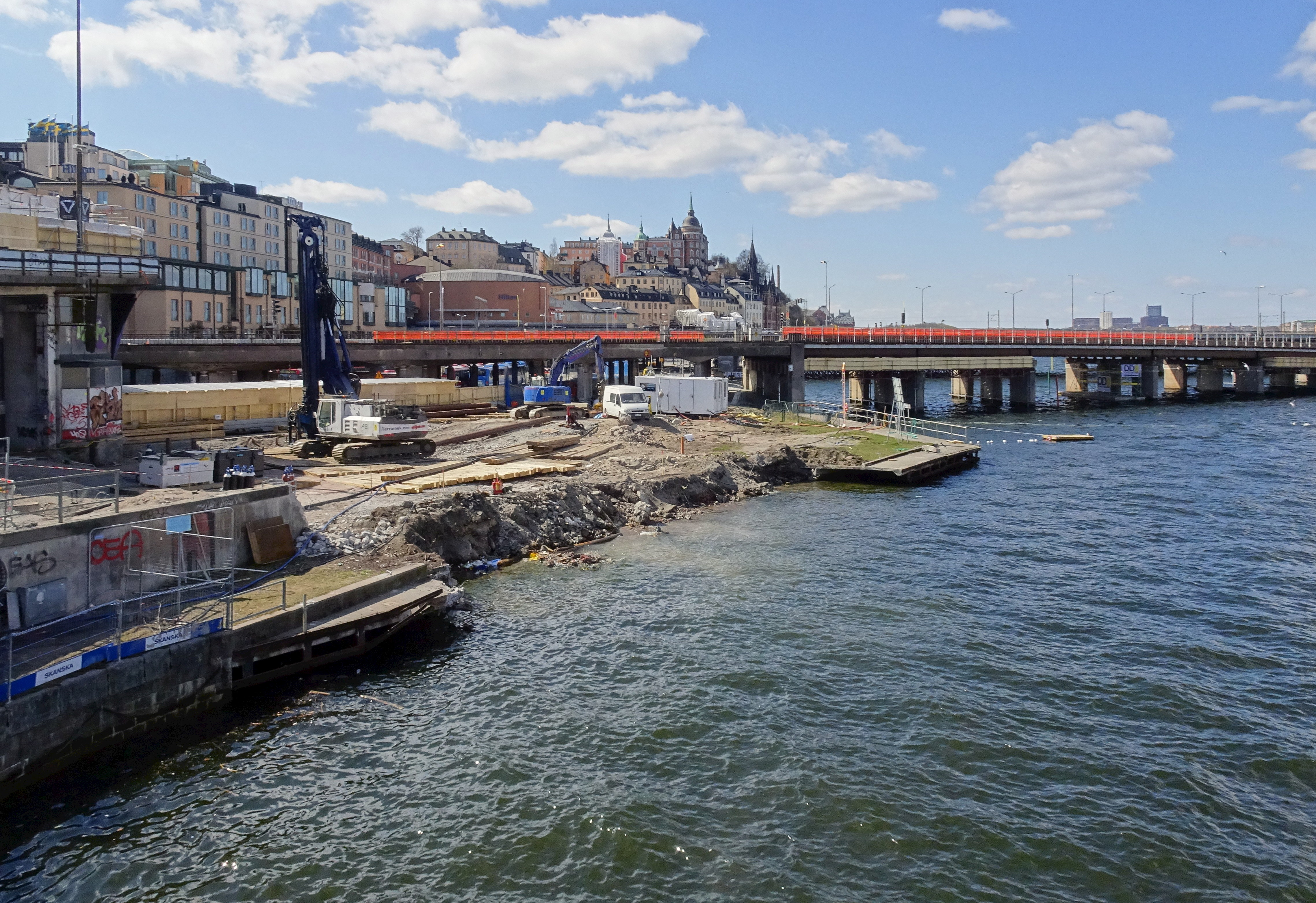
30 april 2017.